# 卡米尔·登特
卡米尔·登特（Camille Dhont，2001年6月12日出生于韦弗尔海姆）是比利时歌手和演員，通常以简称“卡米尔”（Camille）为人熟知。她因在青少年电视剧《#LikeMe》（2019-2023）中的角色而成名，并凭借与雷吉·潘克斯滕（Regi Penxten）合作的单曲《Vergeet de tijd》、歌曲《Vuurwerk》和《Geen tranen meer over》取得了显著的音乐成绩。作为“Miss Poes”一角，她在2022年赢得了《蒙面歌王》第二季的冠军。

## 生平
卡米尔·登特于2013年参加《The Voice Kids》选拔，但没有任何导师转身。2017年，她成为了Deep Bridge制作的音乐剧《圆桌厨房骑士》（De ridders van de ronde keukentafel）的成员之一。她通过在YouTube等平台上传的歌曲翻唱视频，逐渐为人所知。随后，她在2017年分别以自己的名字和艺名“Milo”在弗拉芒广播电台MNM和Qmusic上进行演出。
2019年，卡米尔首次亮相于Ketnet电视台的电视剧《#LikeMe》，在剧中饰演卡米尔·范·比姆（Camille Van Beem）。2019年4月7日，她与《#LikeMe》剧组其他演员在安特卫普乐透体育场举办了两场演唱会，并随后在比利时多个城市展开巡演。
2020年春季，她继续出演《#LikeMe》的第二季。同年，她与迪恩·德拉诺瓦（Dean Delannoit）一同担任了翻唱乐队Pluto Was A Planet的主唱。此外，她还获得了尼克儿童频道2020年儿童选择奖的“最受欢迎新秀奖”。同年她与比利时DJ雷吉·潘克斯滕合作发布了单曲《Vergeet de tijd》，并在弗拉芒地区取得了广泛的成功，歌曲在Ultratop 50排行榜中最高排名第四，并在弗拉芒Top 50中登顶榜首。她与雷吉·潘克斯滕的再次合作《Vechter》也取得了不俗的成绩。
020年，卡米尔签署了CNR Records的唱片合约，并于2021年3月26日发布了她的首张单曲《Vuurwerk》。这首歌成为了弗拉芒地区当年最大的一首荷兰语单曲，并在Ultratop 50榜单上持续了40周，最终获得双白金认证。2021年6月，她发布了首张同名专辑《Vuurwerk》，并在弗拉芒专辑榜上排名第一。
2022年，她成为了反对校园欺凌活动“反校园欺凌周”（Week Tegen Pesten）的大使之一，并发布了由她亲自创作的单曲《Diamant》，作为反校园欺凌的公益歌曲。她还参加了《蒙面歌王》的第二季，并以“Miss Poes”角色蒙面出演，最终获胜。此外，她在2022年夏天凭借《Geen tranen meer over》再度取得了巨大成功，并国庆日等多个大型音乐节和节目中亮相。
2022年8月，卡米尔发布了她的第二张专辑《SOS》，这张专辑同样在弗拉芒地区的专辑榜上获得了第一名的成绩。紧接着，她于2022年11月在安特卫普乐透体育场举办了五场门票售罄的演唱会，并拍摄了有关她的幕后纪录片，展示了她的创作过程和舞台表现。此外，卡米尔还推出了自己的服装系列，并宣布与她的巡演经理建立了恋爱关系。她还宣布了2023年在弗拉芒地区的SOS巡演。
2021年底，卡米尔与索尼音乐德国签署了唱片合约，并于2023年4月14日发布了她的首张德语单曲《Feuerwerk》，该歌曲是她的首单《Vuurwerk》的德语版本。她计划在德语市场发布三张单曲及一张专辑。
2022年，比利时作家丹尼·德·沃斯（Danny De Vos）和荷兰漫画家雷妮·里恩蒂斯（Renée Rienties）受Standaard出版社委托，创作了一部以卡米尔为主角的漫画系列。2023年8月，第一部作品《卡米尔 - 无法停止！》（Camille - Niet te stoppen!）正式发布。
2024年1月5日起，卡米尔将在VTM电视台电视剧《Milo》中饰演主角。该系列剧共300集，预计播出至2025年。